# Coryphagrion
Coryphagrion is een geslacht van libellen (Odonata) uit de familie van de reuzenjuffers (Pseudostigmatidae).

## Soorten
Coryphagrion omvat 1 soort:
- Coryphagrion grandis Morton, 1924